# サイイド・アフマド・アイダルース

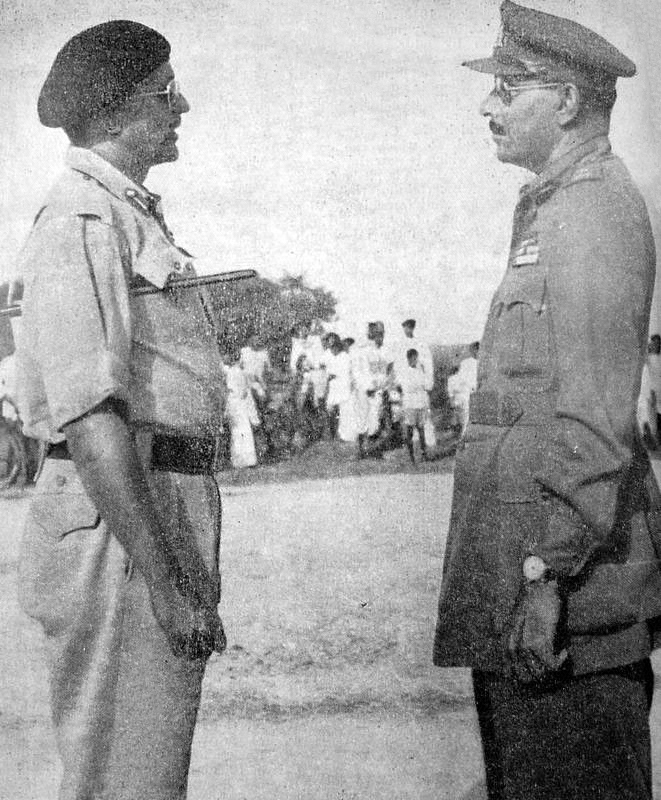
インド軍の司令官ジャーヤント・ナート・チャウドゥリー（左）に降伏も申し入れるアイダルース（右）（シカンダラーバードにて）

サイイド・アフマド・アイダルース（アラビア語: سيد احمد العيدروس, Saiyid Aḥmad al-‘Aidarūs, 1899年3月3日 - 1962年）は、インドのデカン地方、ニザーム藩王国の軍人。最終階級は少将、ポロ作戦の際には軍総司令官でもあった。エドルース（Edroos）は英語読み。

## 生涯
1899年3月3日、アイダルースは誕生した。彼はアラブ系ハドラミーの子孫であった。
1919年、アイダルースは第一ハイダラーバード槍兵隊のもと、第一次世界大戦に従軍した。
1948年9月、アイダルースは少将の階級となり、ハイダラーバード軍の総司令官となった。ポロ作戦の際、ハイダラーバード軍を率いてインド軍と戦ったが、9月18日にインド軍に降伏した。アイダルースはインド軍と戦わず、ハイダラーバード市外で降伏するよう助言していたとされる。
1962年某月某日、アイダルースは死亡した。